# Ron Oliver
Ron Oliver (...) è uno scrittore, regista, produttore televisivo e attore canadese.

## Cartoni animati
- Scuola di polizia

## Filmografia

### Regista

#### Cinema
- Dennis - La minaccia di Natale (A Dennis the Menace Christmas) (2007)
- Beethoven - Alla ricerca del tesoro (Beethoven's Treasure) (2014)
- Un fidanzato da manuale (2014)

#### Televisione
- The Nightmare Room - serie TV, episodi 1x04 - 1x05 - 1x09 (2001)
- La fabbrica del Natale (All She Wants for Christmas) – film TV (2006)
- Harriet the Spy (Harriet the Spy: Blog Wars) – film TV (2010)
- La parata dell'amore (Love at the Thanksgiving Day Parade) – film TV (2012)
- Mistero al matrimonio (Wedding Planner Mystery) (2014) – film TV
- Una famiglia al college (Mom and Dad Undergrads) - film TV (2014)
- Ricomincio da ieri (I Do, I Do, I Do) – film TV (2015)
- Angel of Christmas – film TV (2015)
- Due cuori e un matrimonio (Perfect Match) – film TV (2015)
- Romantiche frequenze (Romantically Speaking) – film TV (2015)
- Una stella per il ballo (Date with Love) – film TV (2016)
- Una strana storia di Natale (Every Christmas Has a Story) – film TV (2016)
- Natale al Plaza (Christmas at the Plaza) – film TV (2019)
- Un Natale senza tempo ( A Timeless Christmas) – film TV (2020)